# Möhnesee (gemeente)
Möhnesee is een gemeente in de Duitse deelstaat Noordrijn-Westfalen. De gemeente is onderdeel van de Kreis Soest en telt 11.698 inwoners (31 december 2020) op een oppervlakte van 123,44 km².

## Galerij

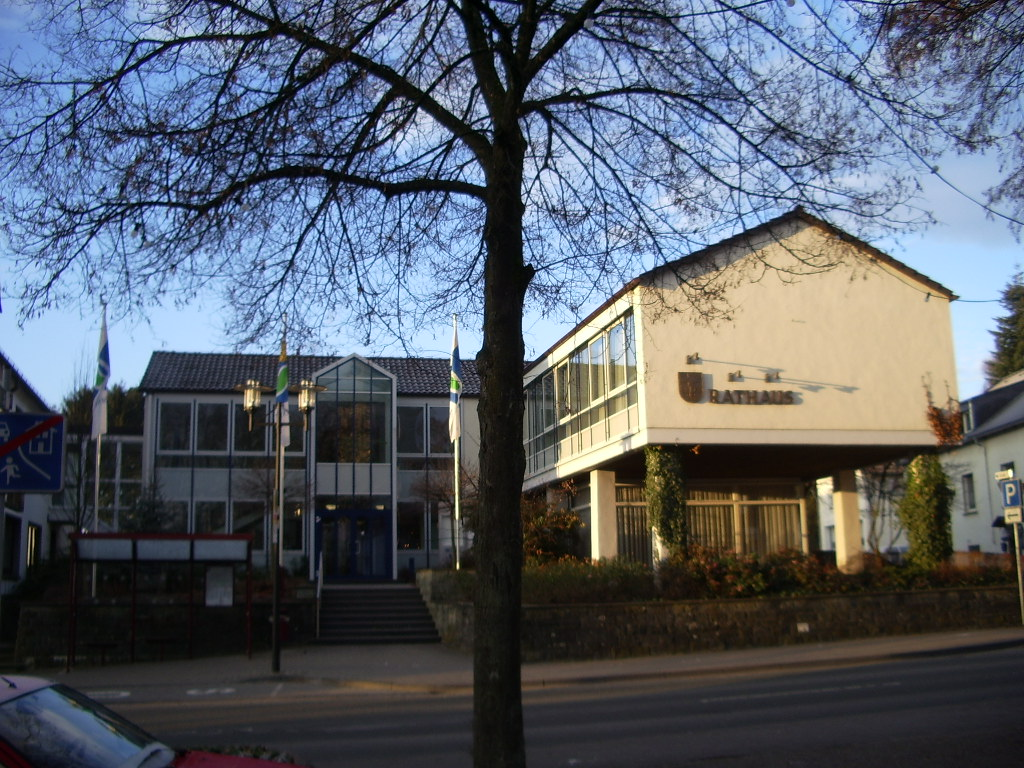
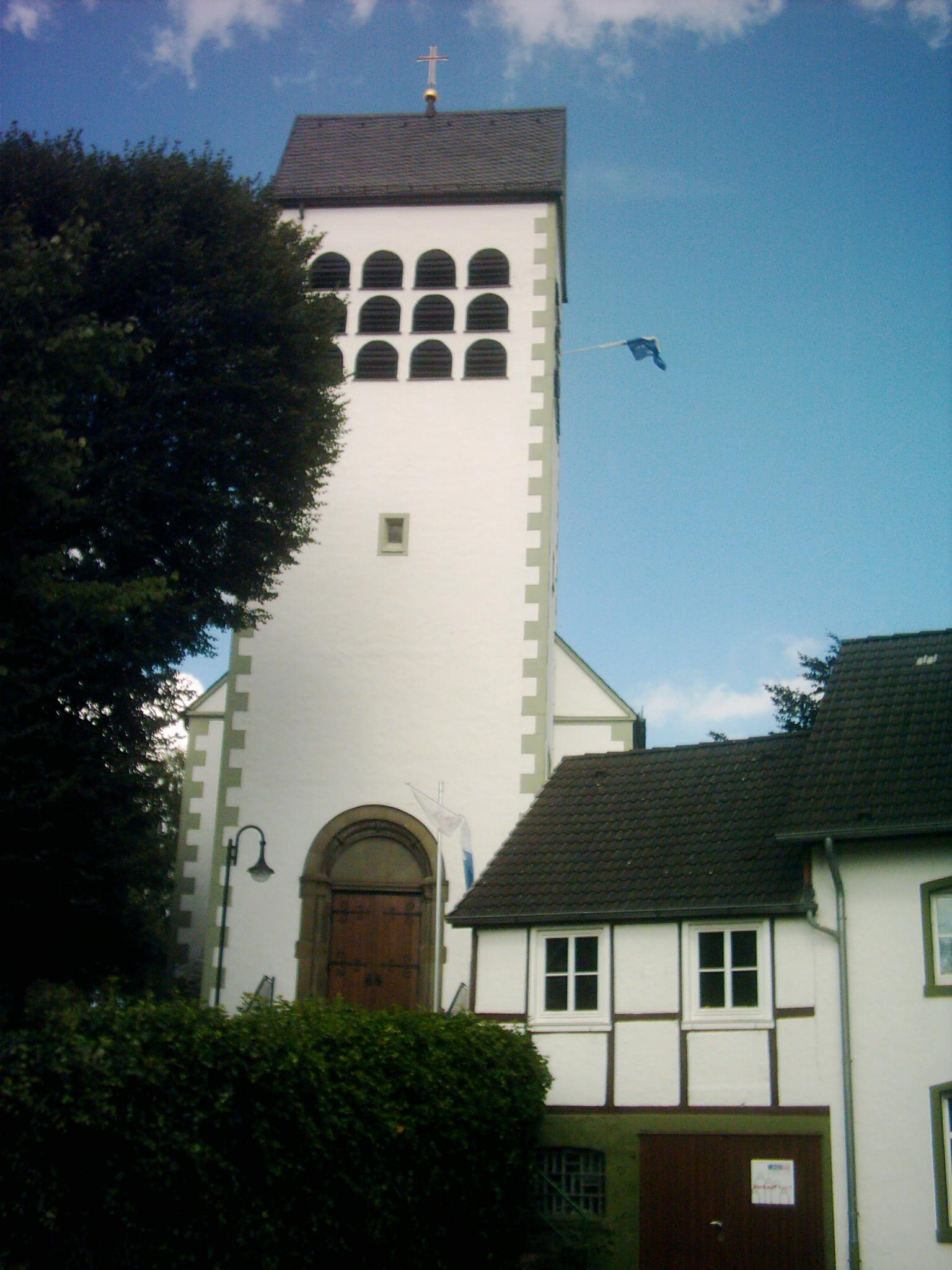
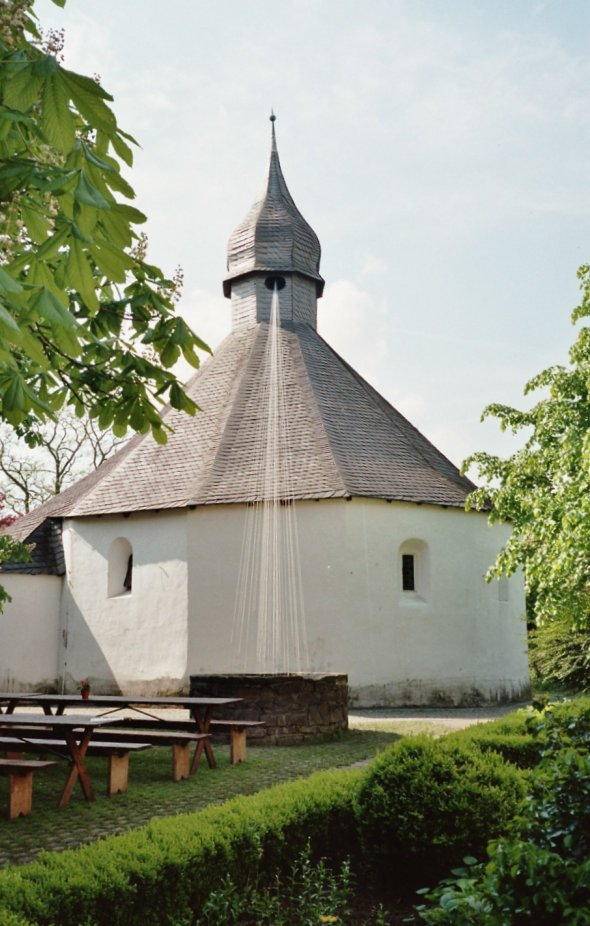
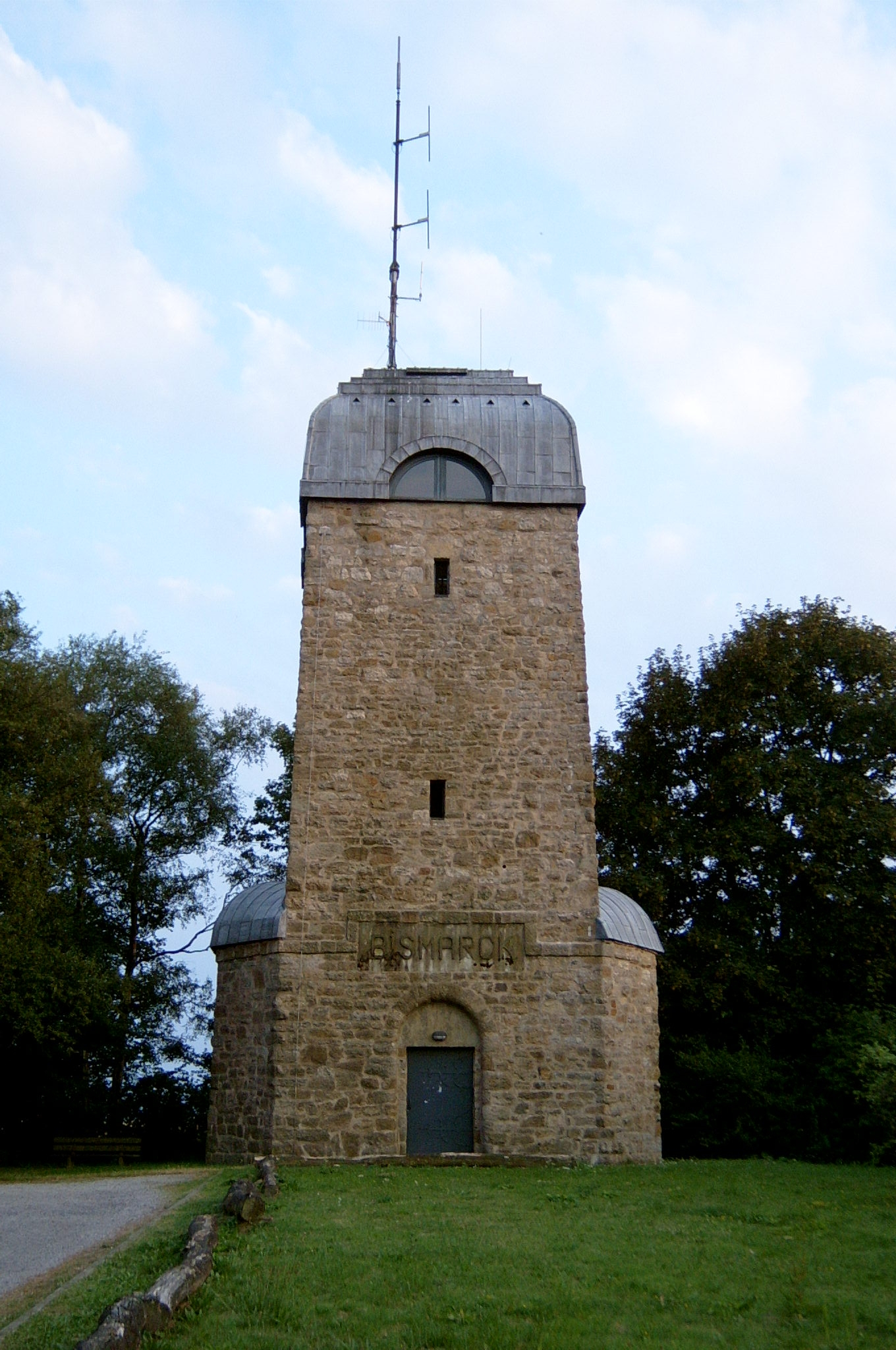
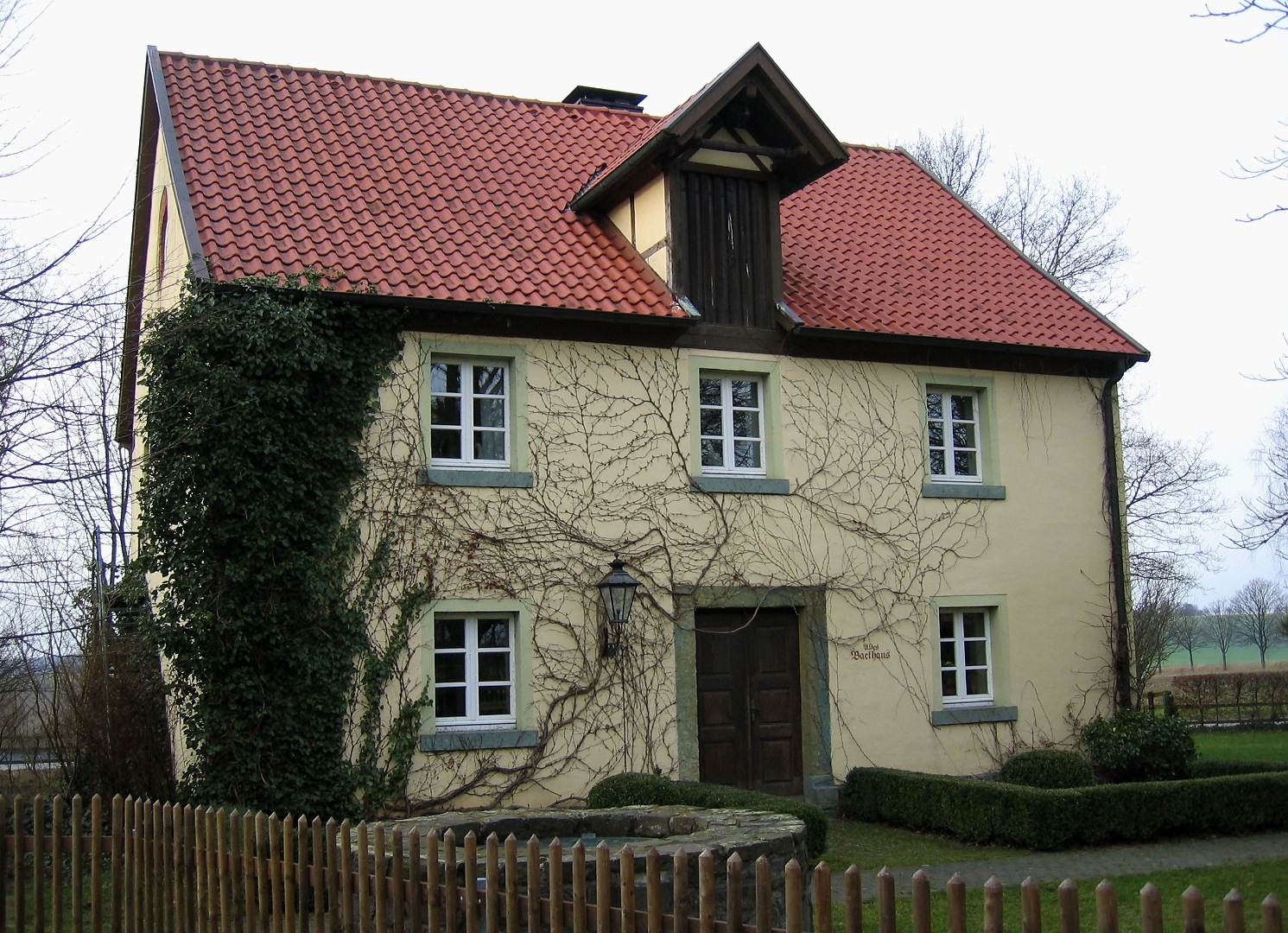
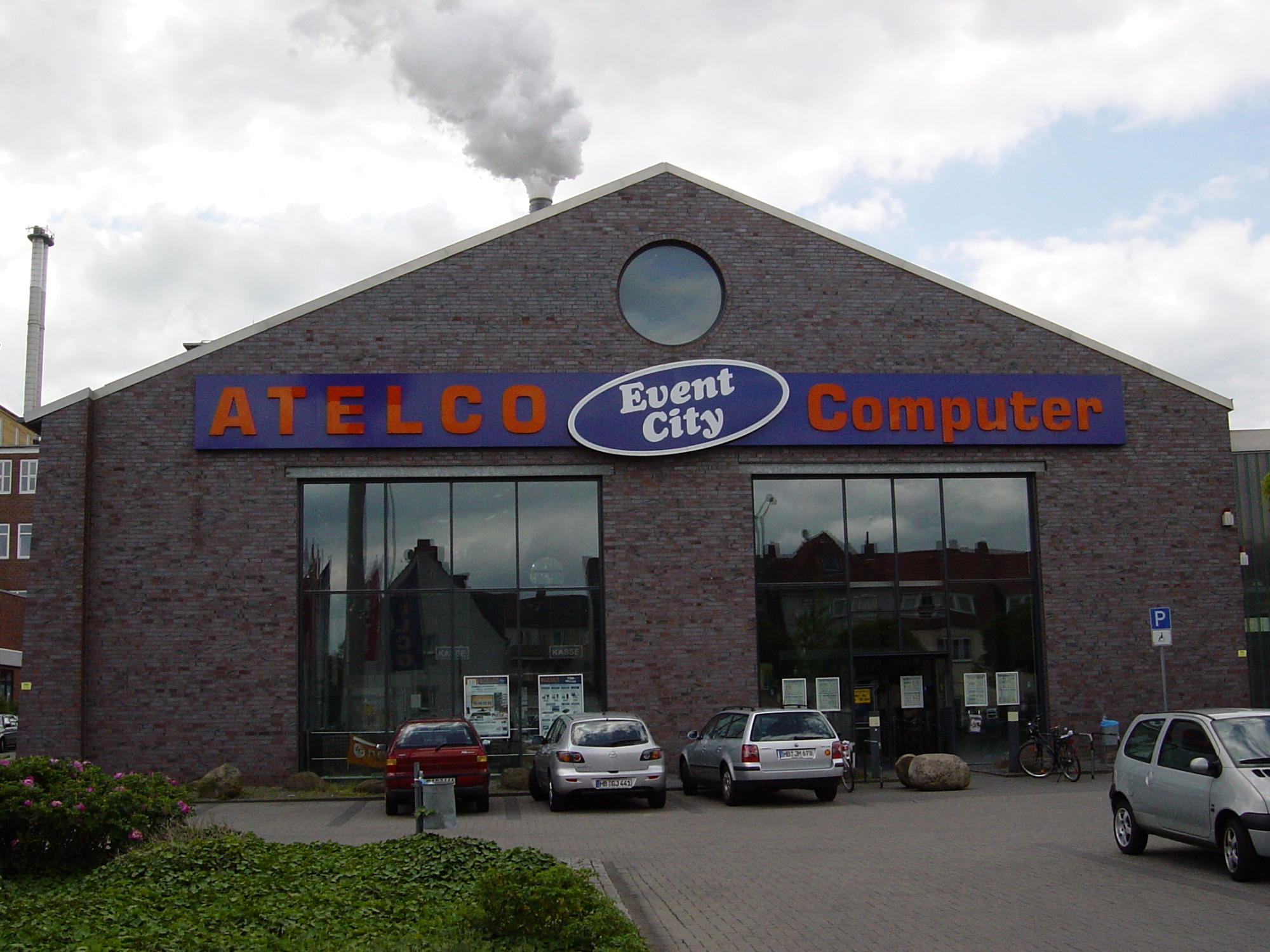
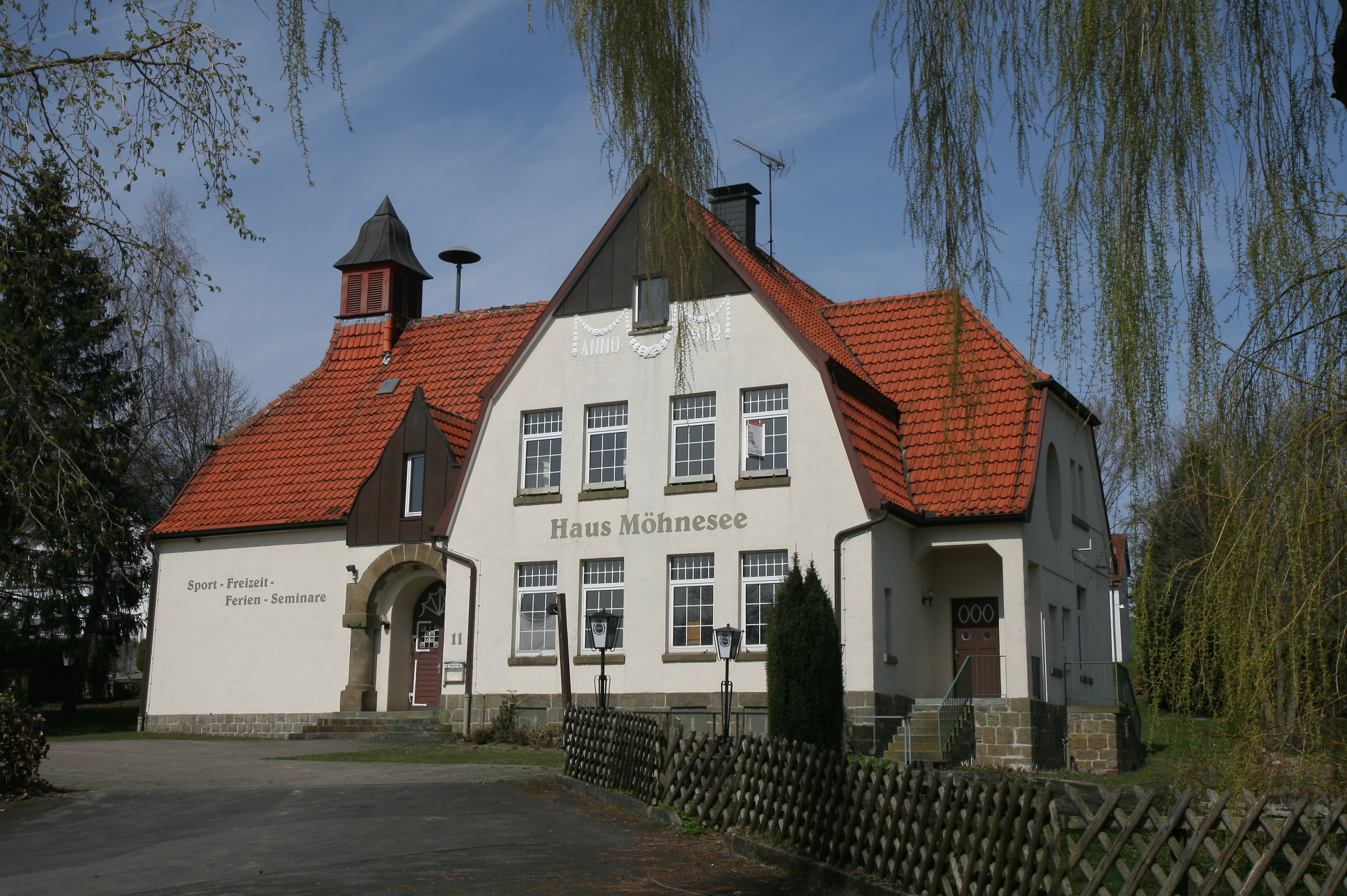
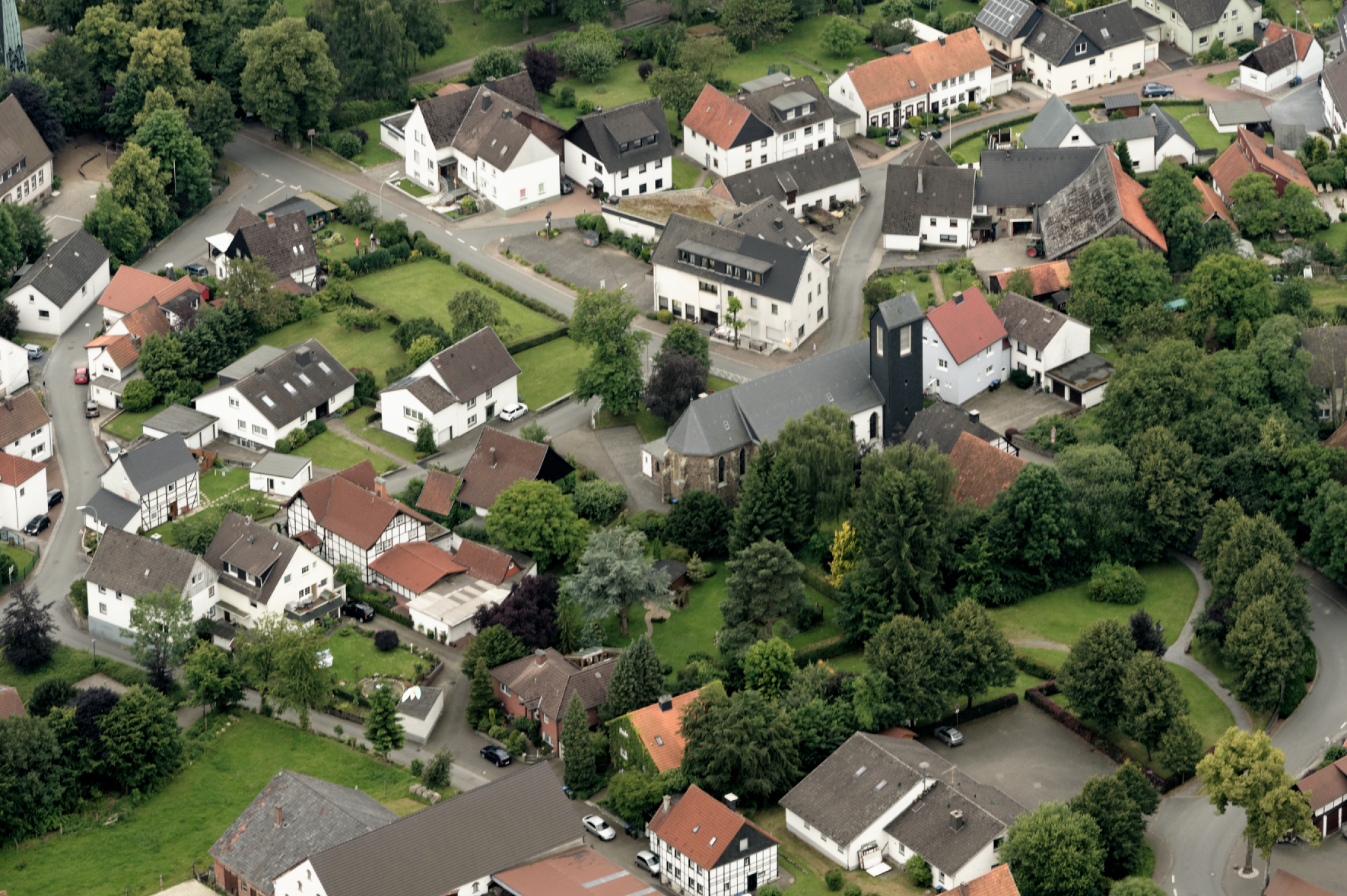